# VfB Eisleben
Der VfB Eisleben war ein deutscher Fußballverein aus Eisleben im heutigen Landkreis Mansfeld-Südharz, der von 1909 bis 1945 existierte. Heimstätte des Clubs war der Sportplatz an der Zellermühle.

## Sportlicher Werdegang
Der VfB Eisleben wurde im Jahr 1909 unter der Bezeichnung Verein für Bewegungsspiele 1909 Eisleben gegründet, weitere Namensänderungen erfolgten bis zur Auflösung des Clubs nicht mehr. Der VfB spielte ab 1913 innerhalb des Verbandes Mitteldeutscher Ballspiel-Vereine in der Gauliga Grafschaft Mansfeld, welche zweimal gewonnen werden konnte. Nach der Auflösung der Gauliga 1917 wechselte der Verein in die Gauliga Kyffhäuser. Größte Erfolge der Vereinsgeschichte waren das viermalige Erreichen der Endrunde zur Mitteldeutschen Meisterschaft, in welcher der VfB Eisleben jeweils vorzeitig ausschied.
In den mitteldeutschen Endrunden unterlag Eisleben in der Spielzeit 1913/14 erstmals in der ersten Runde gegen den SC Erfurt deutlich mit 0:14. In den Spielzeiten 1923/24, 1926/27, sowie 1927/28 erreichte der Club nochmals die mitteldeutsche Fußballendrunde, schied aber jeweils in der ersten Runde gegen SpVgg 05 Naumburg (1:2), Schwarz-Gelb Weißenfels (2:4) sowie den VfB Erfurt (3:5 n.V) aus.
In der Folgezeit spielte der Club mit der Einführung der Gauligen bis 1945 im mitteldeutschen Fußball keine höherklassige Rolle mehr, evtl. Teilnahmen zur 1933 eingeführten Gauliga Mitte wurden auf sportlicher Ebene nicht mehr erreicht.
1945 wurde der VfB Eisleben aufgelöst, eine sofortige Neugründung in Form einer Sportgemeinschaft wurde in der SBZ nicht vollzogen.

## Statistik
- Teilnahme Endrunde VMBV: 1913/14, 1915/16, 1923/24, 1926/27, 1927/28